# Lancer
Lancer è una serie televisiva western statunitense in 51 episodi trasmessi per la prima volta nel corso di 2 stagioni dal 1968 al 1970.

## Trama
Valle di San Joaquin, Stati Uniti, 1870. Murdoch Lancer, due volte vedovo, è padre di due figli fratellastri, Johnny Madrid Lancer, pistolero mezzo messicano e ribelle, e Scott Lancer, laureato a Boston e soldato dell'esercito dell'Unione. Teresa O'Brien è la figlia orfana di un aiutante nel ranch dei Murdock ed è come una sorella per Johnny e Scott.

## Personaggi

### Personaggi principali
- Murdoch Lancer (51 episodi, 1968-1970), interpretato da Andrew Duggan, rancher della California, protagonista della serie.
- Scott Lancer (51 episodi, 1968-1970), interpretato da Wayne Maunder, figlio di Murdoch, laureato a Boston.
- Johnny Madrid Lancer (51 episodi, 1968-1970), interpretato da James Stacy, figlio di Murdoch.
- Teresa O'Brien (51 episodi, 1968-1970), interpretata da Elizabeth Baur.
- Jelly Hoskins (36 episodi, 1968-1970), interpretato da Paul Brinegar.

### Personaggi secondari
- Joseph (6 episodi, 1969), interpretato da William Kerwin.
- sceriffo Gabe (4 episodi, 1968-1969), interpretato da William Bryant.
- Canopus (3 episodi, 1969-1970), interpretato da Sam Elliott.
- Clovis Harner (3 episodi, 1968-1970), interpretato da Joe Don Baker.
- Buck Fanning (3 episodi, 1969-1970), interpretato da Richard X. Slattery.
- Bleaker (3 episodi, 1968-1970), interpretato da Charles Dierkop.
- Driscoll (3 episodi, 1968-1970), interpretato da Del Monroe.
- Butcher (3 episodi, 1968-1970), interpretato da Harry Swoger.
- Becket (3 episodi, 1968-1969), interpretato da James Griffith.
- Pokey (3 episodi, 1968-1969), interpretato da Craig Hundley.
- Giudice (3 episodi, 1968-1969), interpretato da Ian Wolfe.
- Sceriffo (3 episodi, 1969-1970), interpretato da David McLean.

## Guest star
Joe Don Baker, Ellen Corby, Jack Elam, Sam Elliott, Bruce Dern, Ron Howard, Cloris Leachman, George Macready, Scott Marlowe, Warren Oates, Stefanie Powers, Dub Taylor, Frank McHugh.

## Produzione
La serie fu prodotta da 20th Century Fox Television e girata negli studios e nel ranch della 20th Century Fox in California.
La serie vinse uno Spur Award nel 1970, assegnato allo sceneggiatore Andy Lewis per l'episodio Zee.

### Registi
Tra i registi della serie sono accreditati:
- Sam Wanamaker (episodio pilota, 1968)
- Allen Reisner (8 episodi, 1968-1970)
- Don Richardson (7 episodi, 1968-1970)
- William Hale (6 episodi, 1968-1969)
- Christian Nyby (5 episodi, 1969-1970)
- Sobey Martin (4 episodi, 1968-1969)
- Robert Butler (4 episodi, 1969-1970)
- Gene Nelson (2 episodi, 1968)
- Robert Day (2 episodi, 1969)
- Leo Penn (2 episodi, 1969)
- Virgil W. Vogel (2 episodi, 1970)

## Distribuzione
La serie fu trasmessa negli Stati Uniti dal 1968 al 1970 sulla rete televisiva ABC. 
In Italia è stata trasmessa con il titolo Lancer.
Alcune delle uscite internazionali sono state:
- negli Stati Uniti il 24 settembre 1968 (Lancer)
- in Francia il 6 aprile 1970 (Le ranch)
- in Germania Ovest il 14 febbraio 1971
- in Italia (Lancer)

## Episodi
| Stagione         | Episodi | Prima TV USA |
| ---------------- | ------- | ------------ |
| Prima stagione   | 26      | 1968-1969    |
| Seconda stagione | 25      | 1969-1970    |

## Riferimenti nella cultura di massa
Il film del 2019 C'era una volta a...Hollywood di Quentin Tarantino include le riprese di un fittizio episodio pilota di Lancer, in cui l'attore Rick Dalton (Leonardo DiCaprio) interpreta il malvagio Caleb DeCoteau, l'antagonista dell'episodio. Nel film vengono inoltre rappresentati Sam Wanamaker (interpretato da Nicholas Hammond) regista dell'episodio, e gli attori James Stacy (interpretato da Timothy Olyphant) e Wayne Maunder (interpretato da Luke Perry).